# Schutzziel (Gastechnik)
Die Schutzziele 1 und 2 sind Vorgaben durch die Technischen Regeln für Gas-Installation (TRGI), welche unter anderen den sicheren Betrieb raumluftabhängiger Gasgeräte (Gerätetyp B  1,1) gewährleisten.

## Schutzziel 1
Das Schutzziel 1 stellt die Abgasverdünnung im Anfahrzustand sicher.
In einem ausgekühlten Gebäude befindet sich im kalten Schornstein eine kalte Luftsäule, die das sofortige Aufsteigen der warmen Abgase zunächst einmal verhindert. Steigen die Außentemperaturen im Tagesverlauf deutlich an, kann sich die Luftsäule im kalten Schornstein sogar abwärts bewegen. Diesen Phänomen tritt vor allem an warmen Sommertagen auf.
In einem solchen Fall sorgt die Strömungssicherung im Gerät für ein kontrolliertes Austreten der Abgase aus dem Gerät. Dadurch hat das stauende Abgas keine nachteilige Wirkung auf die Verbrennungsluftzufuhr und erstickt die Verbrennung nicht. Allerdings vermindert sich durch den Verbleib des Abgases im Raum die Konzentration des Sauerstoffs in der angesaugten Luft.
Nach zwei Minuten soll dieser vorübergehende Anfahrzustand in den Normalbetrieb übergehen, indem sich der thermische Auftrieb aufbaut und die warmen Abgase durch den Schornstein abführt.
Damit die Abgaskonzentration in der Raumluft nicht zu hoch wird, hat man für Schutzziel 1 ein Raum-Leistungs-Verhältnis (RLV) von 1 festgelegt. Dies besagt, dass für 1 kW Geräteleistung 1 m³ Raumluft zur Verfügung stehen soll. Ist das nicht der Fall, muss ein Verbrennungsluftverbund mit den angrenzenden Räumen hergestellt werden. Hierzu zählen sämtliche Räume unabhängig von Fenstern und außenliegenden Türen.
Ein angrenzender Raum wird verbunden, indem in der Tür oder Wand eine obere und eine untere Lüftungsöffnung mit einer freien Mindest-Querschnittsfläche von jeweils 150 cm² vorgesehen wird. Die untere Öffnung ist in Fußbodennähe, die obere Öffnung ist in einer Mindestabstand von 1,80 m zu der anderen Lüftungsöffnung vorzusehen. Es können auch 2 Öffnungen von jeweils 75 cm² lichtem Querschnitt direkt ins Freie zur Erfüllung von Schutzziel 1 und 2 dienen. Um den Lüftungswärmeverlust zu begrenzen, sollte in beheizten Räumen stattdessen aber auf (raumluftunabhängige) Gasgeräte mit direkter Außenluftzufuhr zurückgegriffen werden. Brennwertkessel werden heute meist über ein Luft-Abgas-System mit Verbrennungsluft versorgt. Alternativ kann eventuell eine Wärmerückgewinnung vorgesehen werden.

## Schutzziel 2
Das Schutzziel 2 sichert die Verbrennungsluftversorgung im Betriebszustand. Es muss sichergestellt sein, dass mindestens 1,6 m³/h Verbrennungsluft aus dem Freien pro 1 kW Nennleistung nachströmen. Früher wurde pauschal davon ausgegangen, dass 4 m³ Rauminhalt pro 1 kW Nennleistung für die Verbrennungsluftversorgung ausreichend sind. Auf Grund der immer dichter werdenden Gebäudehüllen ist dies heute nicht mehr der Fall.
Im Unterschied zu Schutzziel 1 dürfen nur Räume mit Türen und Fenster nach draußen, die geöffnet werden können, zum Verbrennungsluftverbund hinzugerechnet werden, damit die Luft über Fenster- und Türfugen angesaugt werden kann. Auch beim Schutzziel 2 werden die anzurechnenden Räume mit zwei Öffnungen von jeweils mindestens 150 cm² Querschnitt unten und oben in der Tür verbunden.
Tabellen und Rechenvorschriften in der TRGI regeln die Anrechenbarkeit von Nachbarräumen. Durch das Entfernen von Türdichtungen, Kürzen der Türblätter oder Lüftungsöffnungen können bestimmte Luftmengen hinzugerechnet werden.